# تاریخ یهودیان در استرالیا
تاریخ یهودیان در استرالیا از سال ۱۷۸۸ که انگلیس در استرالیا مستعمره تشکیل داده بود آغاز می‌شود. اگرچه اروپایی‌ها قبل از سال ۱۷۸۸ به استرالیا سفر کرده بودند، اما هیچ مدرکی در مورد ملوانان یهودی در بین خدمه وجود ندارد. اولین یهودیانی که به استرالیا آمده‌اند، در اثر انتقال محکومین به ناوگان بوتانی در سال ۱۷۸۸ با اولین ناوگان مستقر اولین شهرک اروپایی در این قاره، در محل سیدنی کنونی، صورت گرفت.
۹۷٬۳۳۵ استرالیایی بودند که در سرشماری سال ۲۰۱۱ خود را یهودی معرفی کردند، اما تعداد واقعی آنها ۱۱۲٬۰۰۰ نفر تخمین زده می‌شود. (پاسخ به پرسش در سرشماری اختیاری بود) اکثریت یهودیان اشکنازی هستند، بسیاری از آنها پناهنده یهودی هستند، از جمله بازماندگان هولوکاست که در طول جنگ جهانی دوم و پس از آن وارد شدند. یهودیان حدود ۰٫۵٪ از جمعیت استرالیا را تشکیل می‌دهند.

## تاریخ

### دوران استعمار
یهودیان استرالیا هرگز بیش از ۱٪ از کل جامعه را تشکیل نمی‌دادند. هشت تا از محکومین حمل و نقل به خلیج بوتانی در سال ۱۷۸۸ روی اولین ناوگان به عنوان یهودی شناخته شده‌است. احتمالاً تعداد آنها بیشتر بود، اما تعداد دقیق آنها ممکن نیست زیرا سوابق حمل و نقل نشان دهنده دین یک محکوم نیست. تخمین زده می‌شود که بیش از هزار نفر دیگر از نژاد یهودی در ۶۰ سال آینده به عنوان محکوم به استرالیا فرستاده شده باشند. بیشتر آنها از لندن بودند، از طبقه کارگر بودند و مرد بودند. تنها ۷٪ از محکومین یهودی زن بودند، در حالی که محکومین غیر یهودی ۱۵٪. میانگین سنی محکومین یهودی ۲۵ سال بود، اما در محدوده سن ۸ سالگی تا برخی افراد مسن بود. استر آبراهامز (که با ناوگان اول همراه دختر بچه اش رزانا آمد) و ایکی سلیمان از جمله محکومین یهودی بودند.
در ابتدا، کلیسای انگلیس آیین مستقر در این مستعمره بود، و در طول سالهای ابتدایی حمل و نقل، همه محکومین موظف بودند که روزهای یکشنبه در مراسم کلیسای انگلیس شرکت کنند. این شامل کاتولیک‌های ایرلندی و همچنین یهودیان بود. به همین ترتیب، تحصیلات در شهرک جدید تا دهه ۱۸۴۰ تحت کنترل کلیسای آنگلیکان بود.
اولین حرکت به سمت تشکیلات در جامعه، تشکیل یک شورا کادیشا (یک جامعه دفن یهودی) در سیدنی در سال ۱۸۱۷ بود. در سال ۱۸۲۰، ویلیام کاپر زمینی را برای ایجاد یک گورستان یهودی در گوشه سمت راست قبرستان مسیحیان وقت اختصاص داد. بخش یهودیان برای امکان دفن یکی از جوئل جوزف ایجاد شده‌است. در طی ده سال آینده، تعداد اعضای جامعه افزایش چشمگیری نداشته و خدمات آن بیش از یک بار در سال فراخوانی نشده‌است. اختصاص واقعی زمین برای یک قبرستان مقدس یهودیان تا سال ۱۸۳۲ تصویب نشده بود.

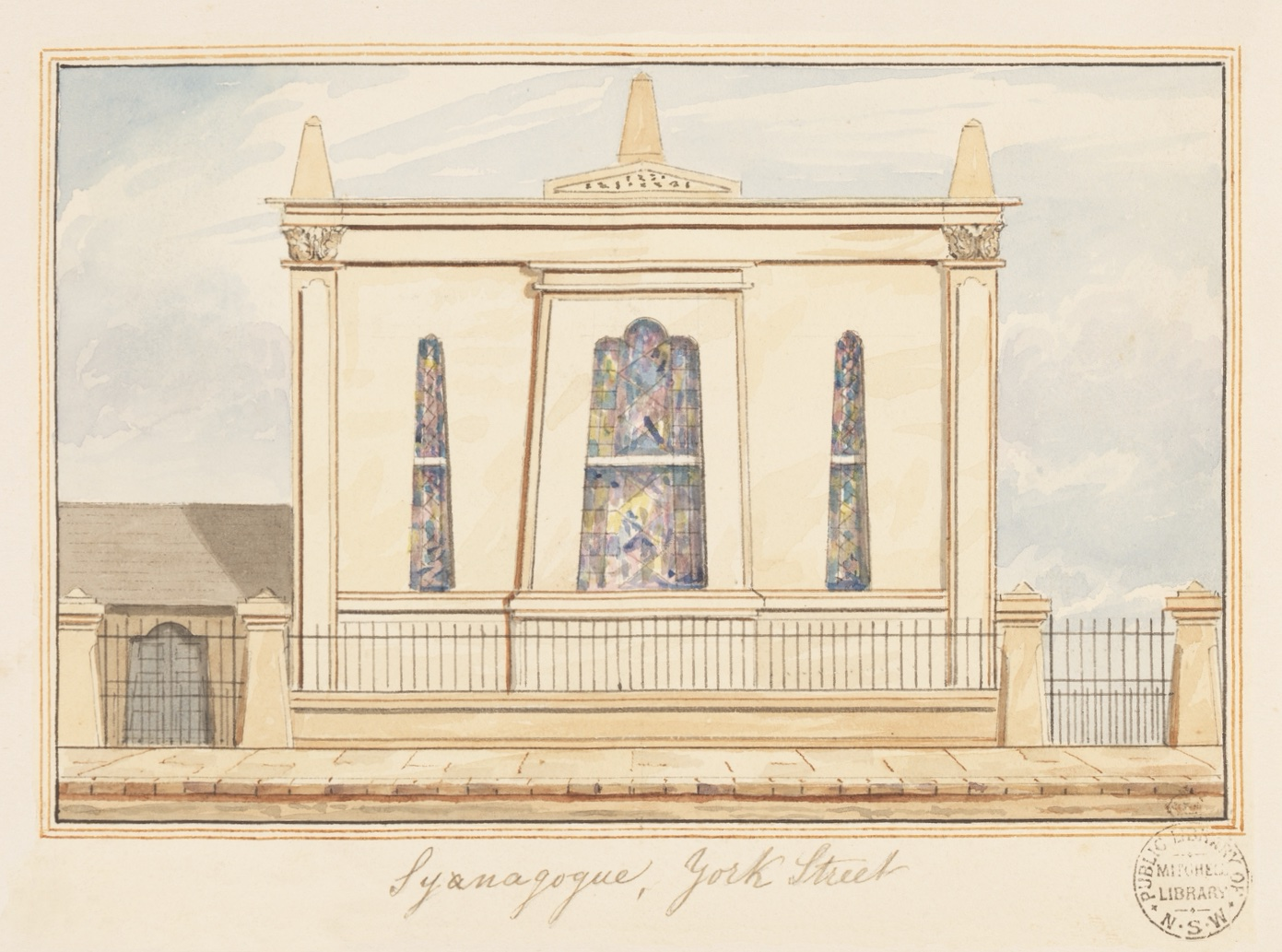
کنیسه خیابان یورک، سیدنی، دهه ۱۸۴۰

در سال ۱۸۳۲، اولین عروسی یهودیان در استرالیا جشن گرفته شد.

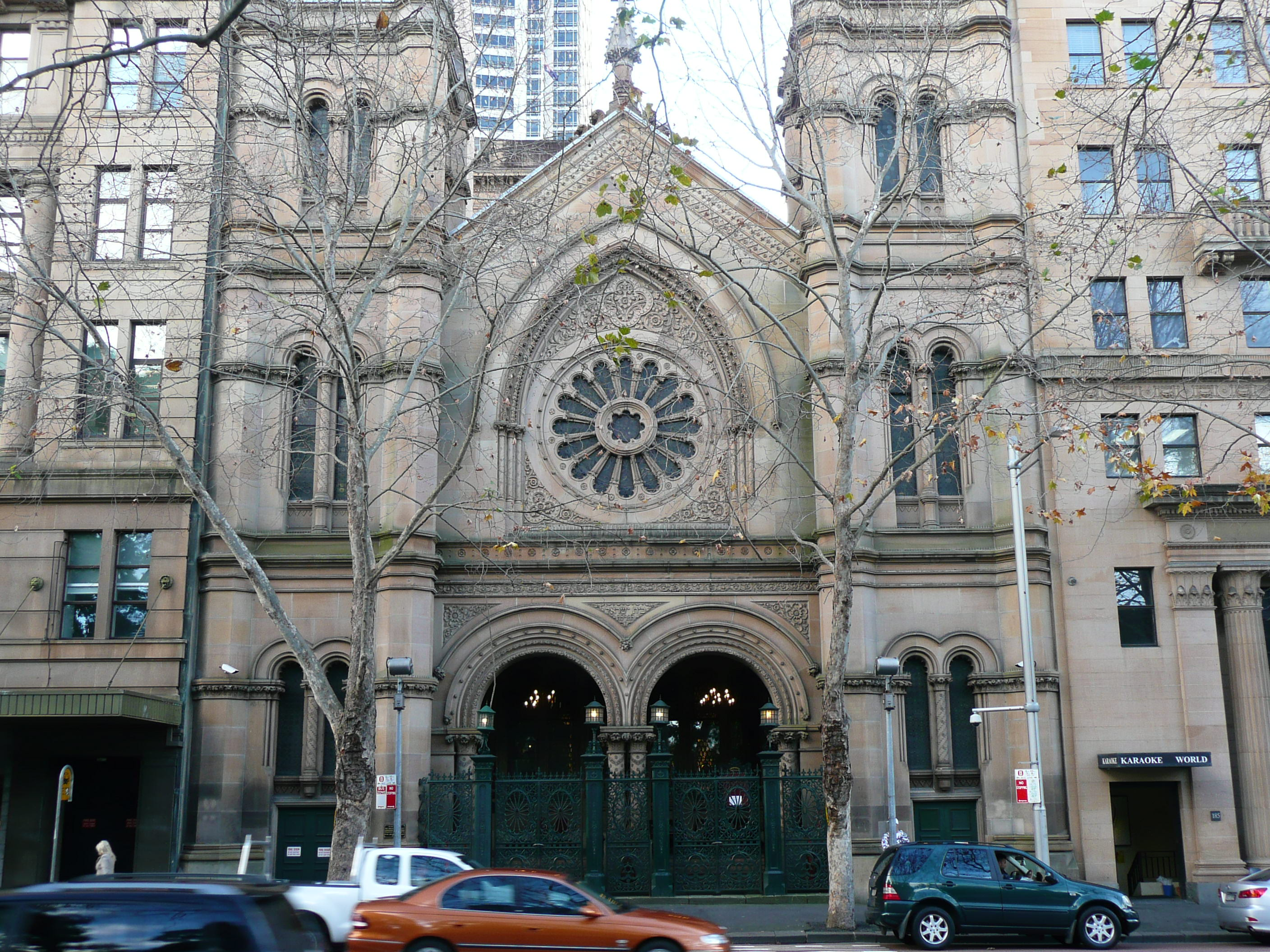
کنیسه بزرگ، خیابان الیزابت، سیدنی، ساخته شده در سال ۱۸۷۸

در طی دهه‌های پسین، تعداد یهودیان افزایش یافت و به دلیل مهاجرت یهودیان از انگلستان و آلمان بود. کهیلاس (جوامع سازمان یافته) در سیدنی (۱۸۳۱) و ملبورن (۱۸۴۱) تأسیس شد. وضعیت جامعه یهودی به حدی بهبود یافت که در سال ۱۸۴۴ اولین کنیسه در خیابان یورک، سیدنی با استفاده از فضای اجاره ای شکل گرفت که بیش از سی سال به کار خود ادامه داد.
سرشماری سال ۱۸۴۱ نشان می‌دهد که یهودیان نیو ساوت ولز ۶۵٫۳٪ از کل جمعیت یهودیان استرالیا و ۰٫۵۷٪ از کل جمعیت استرالیا را تشکیل می‌دهند. در سال ۱۸۴۸، ۲۰۰ یهودی در ویکتوریا زندگی می‌کردند و آنها انجمن خیرخواهان یهودی ملبورن را برای کمک به نیازمندان تشکیل دادند.
اگرچه جامعه یهودیان بیشتر اشکنازی بودند، برخی از یهودیان سفاردی نیز به استرالیا مهاجرت کردند و جامعه در اواسط تا اواخر قرن نوزدهم رونق یافت. برای حدود بیست سال، یک اجتماع سفاردی وجود داشت و برخی از خانواده‌های سفاردی موقعیت‌های مهم مشترک را به دست می‌آوردند. به تدریج، جمعیت سفاردی کاهش یافت و جماعت در سال ۱۸۷۳ منحل شد.
هجوم طلای دهه ۱۸۵۰ موجی از مهاجران را به خود جلب کرد و مهاجران یهودی خیلی زود از یهودیان بومی بیشتر شدند. در ابتدا آنها در مناطق روستایی ساکن شدند، اما در اواخر قرن نوزدهم فقدان ارتباطات جمعی یهودیان و ترس از جذب باعث شد که بیشتر یهودیان استرالیایی در مناطق روستایی به مراکز یهودیان در شهرها نقل مکان کنند. در نتیجه، جامعه به سرعت در حال رشد در سیدنی به امکانات بزرگتری احتیاج داشت و کنیسه بزرگ را واقع در خیابان الیزابت، روبروی هاید پارک، ساخت که در سال ۱۸۷۸ تقدیس شد.
مطبوعات یهودی در استرالیا در ملبورن پیشگام بودند. در سال ۱۸۹۵، اولین روزنامه یهودی سیدنی، به نام استاندارد عبری استرالیا، منتشر شد و پیشگام اخبار یهودیان استرالیا است.
در پایان سده نوزدهم و آغاز سده ۲۰، در حالیکه استرالیا مستعمرات خود را به یک کشور مستقل واحد متحد می‌کرد، موج جدیدی از مهاجرت یهودیان آغاز شد. پناهندگان یهودی از روسیه و لهستان در دهه ۱۸۹۰ با فرار از کشتار در سرزمینهای اصلی خود شروع به ورود کردند. این موج مهاجرت منجر به اختلاف در جوامع یهودی شهری شد. بیشتر یهودیان در سیدنی از اروپای غربی و مرکزی بودند و عمدتاً سکولار بودند. در همین حال، مهاجران یهودی از اروپای شرقی در ملبورن اقامت گزیدند و بسیار ارتدکس بودند. علاوه بر این، هزاران یهودی بسیار چشم‌انداز از آفریقای جنوبی مهاجرت کرده و در پرت اقامت گزیدند.

### قرن بیستم
تخمین زده می‌شود که تا سال ۱۹۰۱ بیش از ۱۵۰۰۰ یهودی در استرالیا زندگی می‌کردند. هنگامی که استرالیا در سال ۱۹۰۱ به عنوان یک کشور مستقل تأسیس شد، برخی از بنیانگذاران آن یهودی بودند. از همان ابتدا، یهودیان به عنوان شهروندان برابر با آزادی مشارکت در زندگی اقتصادی و فرهنگی رفتار می‌شدند و نقش مهمی در پیشرفت آنها داشتند. یهود ستیزی، که در اروپای معاصر رایج بود، در استرالیا بسیار نادر بود.
در دوران جنگ جهانی اول، موج دیگری از مهاجران یهودی آمد و هنگامی که نازی‌ها قدرت را در آلمان در سال ۱۹۳۳ به دست گرفتند، بسیاری از یهودیان آلمان به استرالیا آمدند. دولت استرالیا در ابتدا در اجازه ورود بسیاری از یهودیانی که می‌خواستند بیایند مردد بود، اما در سال ۱۹۳۸، ۱۵۰۰۰ ویزا برای «قربانیان ظلم» اختصاص داد. پیش از پایان جنگ جهانی دوم، حدود ۷۰۰۰ یهودی قادر به گرفتن ویزا بودند.
پس از جنگ جهانی دوم، استرالیا سیاست مهاجرتی قبلی خود را که متمرکز بر انگلیس است رها کرد و اجازه مهاجرت تعداد زیادی از مردم از قاره اروپا را داد. تعداد زیادی از یهودیان اروپا، بازماندگان هولوکاست، از اردوگاه‌های آوارگان وارد کشور شدند، اما شیوع یهودستیزی وجود داشت. به عنوان مثال، اتحادیه خدمات برگشتی و گروه‌های دیگر کارتون‌هایی را برای تشویق دولت و وزیر مهاجرت آرتور آ. کالول برای جلوگیری از ورود مهاجران یهودی منتشر کردند.
از سال ۱۹۳۸ تا ۱۹۶۱ جمعیت یهودیان تقریباً از جمعیت ۱۹۳۳ به ۶۱۰۰۰ یهودی ساکن استرالیا افزایش یافت و سه برابر شد. سازمانها در طول جنگ سعی داشتند کودکانی را که تحت تأثیر جنگ قرار گرفته‌اند بیاورند و آنها را اسکان دهند اما فقط پس از پایان جنگ توانستند. دو سازمان کمک کننده به مهاجرت، به ویژه کودکان یتیم ، طرح Save the Children و طرح نگهبان رفاه یهودی بودند که در سالهای پس از جنگ بیش از ۳۱۷ کودک یهودی یتیم را از اروپا آوردند. دختران آورده شده را در یتیم خانه‌ها قرار دادند، در حالی که پسران را در خوابگاه‌ها قرار دادند، جایی که آنها با دیگر بازماندگان هولوکاست زندگی می‌کردند.
در سال ۱۹۴۰ شد ۲۵۰۰ پناهنده پناهنده آلمانی و اتریشی از جمله ۱۷۵۰ پناهندگان یهودی، شناخته شده به عنوان پناهنده، شد همه بلافاصله به اردوگاه در استرالیا ارسال می‌شوند.
تعداد زیادی از مهاجران تازه‌وارد یهودیان ناظر بودند و حضور در مدارس روزانه به‌طور مرتب افزایش می‌یافت. جامعه جدید سفاردی نیز در دوره پس از جنگ ظهور کرد. پیش از این، به دلیل سیاست استرالیای سفید در استرالیا ، یهودیان میزرایی به‌طور کلی اجازه ورود نداشتند. با این حال، به دنبال بحران سوئز در سال ۱۹۵۶، تعدادی از یهودیان مصر اجازه ورود پیدا کردند. طی سالهای بعد، اقداماتی از سوی جوامع یهودی باعث شد تا دولت مواضع قبلی خود را در مورد ورود یهودیان میزراهی کنار بگذارد. در سال ۱۹۶۹، هنگامی که یهودیان عراق مورد آزار و اذیت قرار می‌گرفتند، دولت به یهودیان عراقی که موفق به رسیدن به استرالیا شدند، پناهندگی اعطا کرد.

### تاریخ معاصر
"JewishCare" از بزرگترین و قدیمی‌ترین سازمان‌های کمک یهودی استرالیا است که در سال ۱۹۳۵ به عنوان انجمن رفاه یهودیان استرالیا برای کمک به مهاجرت یهودیان از آلمان نازی آغاز به کار کرد. این کشور همچنان در امر کمک به مهاجران و ارائه سایر خدمات رفاهی فعالیت می‌کند.
موزه یهودیان استرالیای جامعه یهودیان در سال ۱۹۸۲ در ملبورن و موزه یهودیان سیدنی در سال ۱۹۹۲ برای بزرگداشت هولوکاست و همچنین «به چالش کشیدن دیدگاه بازدید کنندگان از دموکراسی، اخلاق، عدالت اجتماعی و حقوق بشر» افتتاح شد. در سال ۲۰۱۰، هنگامی که ۲۴۰ استرالیایی به اسرائیل نقل مکان کردند، در مقایسه با ۱۶۵ مورد در سال ۲۰۰۹، مهاجرت از استرالیا به اسرائیل افزایش یافت.
در ۲۷ نوامبر ۲۰۱۶، گزارش سالانه شورای اجرایی یهودیان استرالیا (ECAJ) در مورد یهودستیزی در استرالیا، گزارش داد که در دوره ۱۲ ماهه منتهی به ۳۰ سپتامبر ۲۰۱۶، ۱۰٪ افزایش در حوادث ضدیهودی در استرالیا شامل تهدید یا اعمال خشونت نسبت به سال گذشته

## هنر و فرهنگ
کمک‌های بسیاری از یهودیان به هنرهای تجسمی استرالیا صورت گرفته‌است. ژرژ مورا، متولد گونتر موراوسکی در سال ۱۹۱۳ در لایپزیگ، آلمان، از میراث یهودی / لهستانی، در سال ۱۹۳۰ از آلمان به پاریس فرار کرد، سپس در سال ۱۹۴۹ به ملبورن رفت. او گالری تولارنو را در بوهمیان سنت کیلدا در ملبورن تأسیس کرد. این مکان محلی برای نمایشگاه‌های هنر آوانگارد مدرنیست استرالیایی شد. همسرش، میرکا مورا، به یک هنرمند برجسته تبدیل شد. هنرمند طرح لودویگ هرشفلد مک فارغ‌التحصیل و استاد از باوهاوس به عنوان یک «بیگانه دشمن» در یک کشتی به استرالیا تبعید شد. وی در معرفی اصول باهاوس در برنامه‌های درسی هنرهای تجسمی و طراحی در استرالیا تأثیرگذار بود.

## یهود ستیزی
از روزهای استقرار اروپاییان در استرالیا، یهودیان از برابری رسمی در برابر قانون برخوردار بوده‌اند و مشمول ناتوانی‌های مدنی یا سایر اشکال ضد یهود با حمایت دولت نبوده‌اند که آنها را از مشارکت کامل در زندگی عمومی کنار بگذارد. یهودیان در علوم، هنر و ادبیات و در دولت دوران استعمار و مشترک‌المنافع همکاری فعال داشته‌اند و تعدادی از آنها به مقامات برجسته دولتی از جمله چندین فرماندار کل رسیده‌اند. با وجود این اخلاق مدارا، استرالیا در زمان جنگ جهانی دوم، پیشنهاد اسکان مجدد پناهندگان یهودی را رد کرد.
مهاجرت یهودیان پس از جنگ در زمانی اتفاق افتاد که یهودی‌ستیزی کاملاً شیوع داشت و لیگ خدمات برگشتی کارتون‌هایی را برای تشویق دولت و وزیر مهاجرت آرتور آ. کالول برای جلوگیری از مهاجران یهودی منتشر کرد. با افزایش تنش در خاورمیانه، با افزایش اقدامات احتیاطی امنیتی، حملات به املاک و موسسات یهودی افزایش یافت. در سال ۱۹۷۵، اسناد ASIO نشان داد که تروریست‌های فلسطینی قصد داشتند شخصیت‌های برجسته یهودی از جمله مایکل الیزور سفیر اسرائیل و ایسی لیبلر و «سخنگویان رژیم صهیونیستی» ایسی لیبلر و سام لیپسکی را بکشند. نخست‌وزیر سابق باب هاوک، «یکی از سرسخت‌ترین حامیان اسرائیل» نیز برای حمله در نظر گرفته شد.
موارد زیادی از فعالیت‌های ضدیهودی در محوطه‌های دانشگاه وجود داشته‌است. به عنوان مثال، مواد ضدیهودی در پنج دانشگاه در مارس ۲۰۱۷ پیدا شده‌است.
تعدادی از سازمان‌ها فعالیت‌های ضدیهودی را دنبال می‌کنند، از جمله شورای اجرایی یهودیان استرالیا که گزارش سالانه ای را برای همه فعالیت‌های ضدیهودی گزارش شده منتشر می‌کند، کمیسیون ضد افترا در ملبورن و واحد ضد افترا در سیدنی. این حوادث شامل حمله به کنیسه‌ها و سخنرانی‌های مختلف با محتوای ضد یهود است.

## کنیسه‌ها و تعلقات مذهبی
تا دهه ۱۹۳۰، همه کنیسه‌های استرالیا به‌طور نامی ارتدکس بودند و اکثر رهبران رهبر خاخام پادشاهی انگلستان را تأیید می‌کردند. تا به امروز اکثر قریب به اتفاق کنیسه‌های استرالیا ارتدکس هستند. با این حال، طیف گسترده‌ای از جماعت ارتدوکس، شامل جوامع میزراچی و خبد نیز هستند. همچنین جماعات سفاردی نیز وجود دارد.
تلاشهای کوتاهی برای تأسیس مجامع اصلاحات از اوایل دهه ۱۸۹۰ صورت گرفته بود. با این حال، به رهبری آدا فیلیپس، یک اجتماع پایدار لیبرال، معبد بت اسرائیل در ملبورن تأسیس شد. متعاقباً، یک کنیسه دیگر مرتبط با جنبش اصلاحات، معبد امانوئل، در سیدنی در سال ۱۹۳۸ تأسیس شد. به دنبال این دو اجتماع، تعداد دیگری از کنیسه‌های لیبرال در شهرهای دیگر تأسیس شده‌است.